# Saône
Pour les articles homonymes, voir Saône (homonymie).
La Saône [soːn] est une rivière de l'Est de la France, principal affluent de la rive droite du Rhône.
Avec une longueur de près de 480 kilomètres, c'est le neuvième cours d'eau le plus long de France.

## Hydronymie

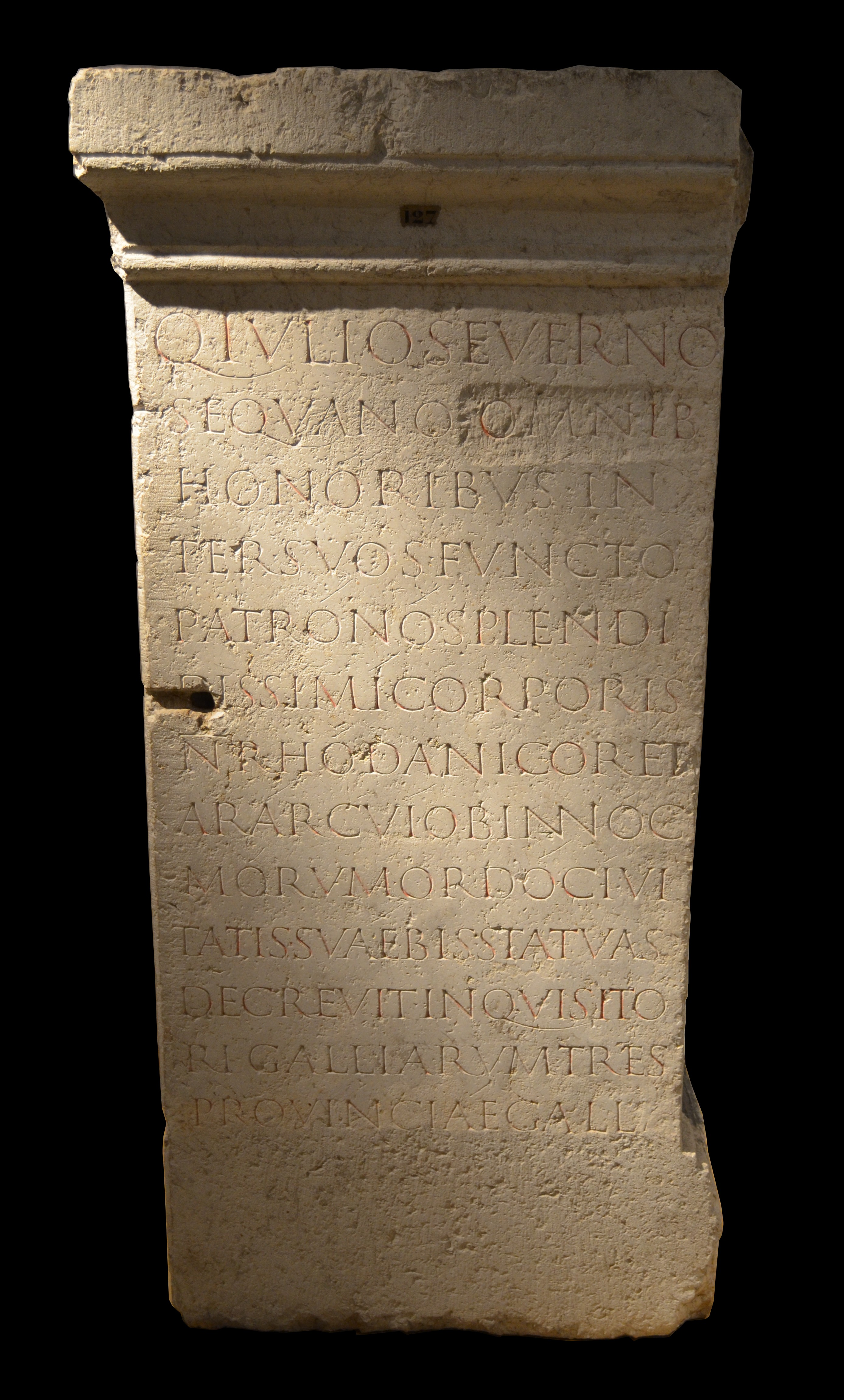
Base honorifique d'époque romaine dédiée à Quintus Julius Severinus, Séquane, patron de la corporation des bateliers du Rhône et de la Saône, ici mentionnée sous sa forme romaine Arar. Lugdunum à Lyon. CIL XIII 1695.

La Saône doit son nom à la nation celte des Séquanes et à la déesse tutélaire Souconna ou Sauc-Onna[réf. nécessaire]. De ses trois noms, Brigoulus, Souconna et Arar, finalement, Souconna lui est resté, que les moines copistes ont progressivement renommé saoconna, d'où elle tire son nom de Saône.
Son ancien nom avant le monde romain était Arar. Il est le doublement de la racine indo-européenne ar = eau, car, s'écoulant lentement, il est difficile parfois de deviner son sens (selon César, dans La Guerre des Gaules). Son nom actuel vient d'une source sacrée, Sauc-Onna, située à Chalon, dont le nom fut donné à l'ensemble de la rivière par les légionnaires romains.

## Géographie
La Saône prend sa source à Vioménil au pied du Ménamont, au sud des monts Faucilles (département des Vosges), à 405 m d'altitude. Elle conflue avec le Rhône à Lyon, à l'altitude de 163 mètres après avoir traversé le val de Saône.
C'est une rivière de 473,3 km de longueur, dont le Doubs est le principal affluent.
La Saône est divisée en trois sections :
- la Haute Saône de Corre à Gray : 197 km ;
- la Petite Saône de Gray à Verdun-Ciel : 116 km ;
- la Grande Saône de Verdun-Ciel après la confluence avec son affluent le plus important le Doubs à Lyon : 167 km.
Avant la confluence avec le Doubs, située à Verdun-Ciel en Saône-et-Loire, la Saône est appelée Petite Saône, ce qui montre bien la forte contribution de la rivière franc-comtoise, dont le débit moyen est légèrement plus fort (175 contre 160 m3/s) : certains en concluront que la Saône se jette dans le Doubs et non l'inverse. Par sa taille de bassin versant, la Saône domine avec 11 500 km2 contre 7 500 km2 pour le Doubs. La Saône est d'ailleurs la première rivière de France par la taille de son bassin versant avec 30 000 km2 à Lyon (soit 1/18 du territoire métropolitain), et la longueur totale de la source du Doubs à la confluence Saône-Rhône est de 620 kilomètres dont 587 en France (ce qui fait de l'ensemble Doubs + Grande Saône la plus longue rivière française devant la Marne).

### Histoire

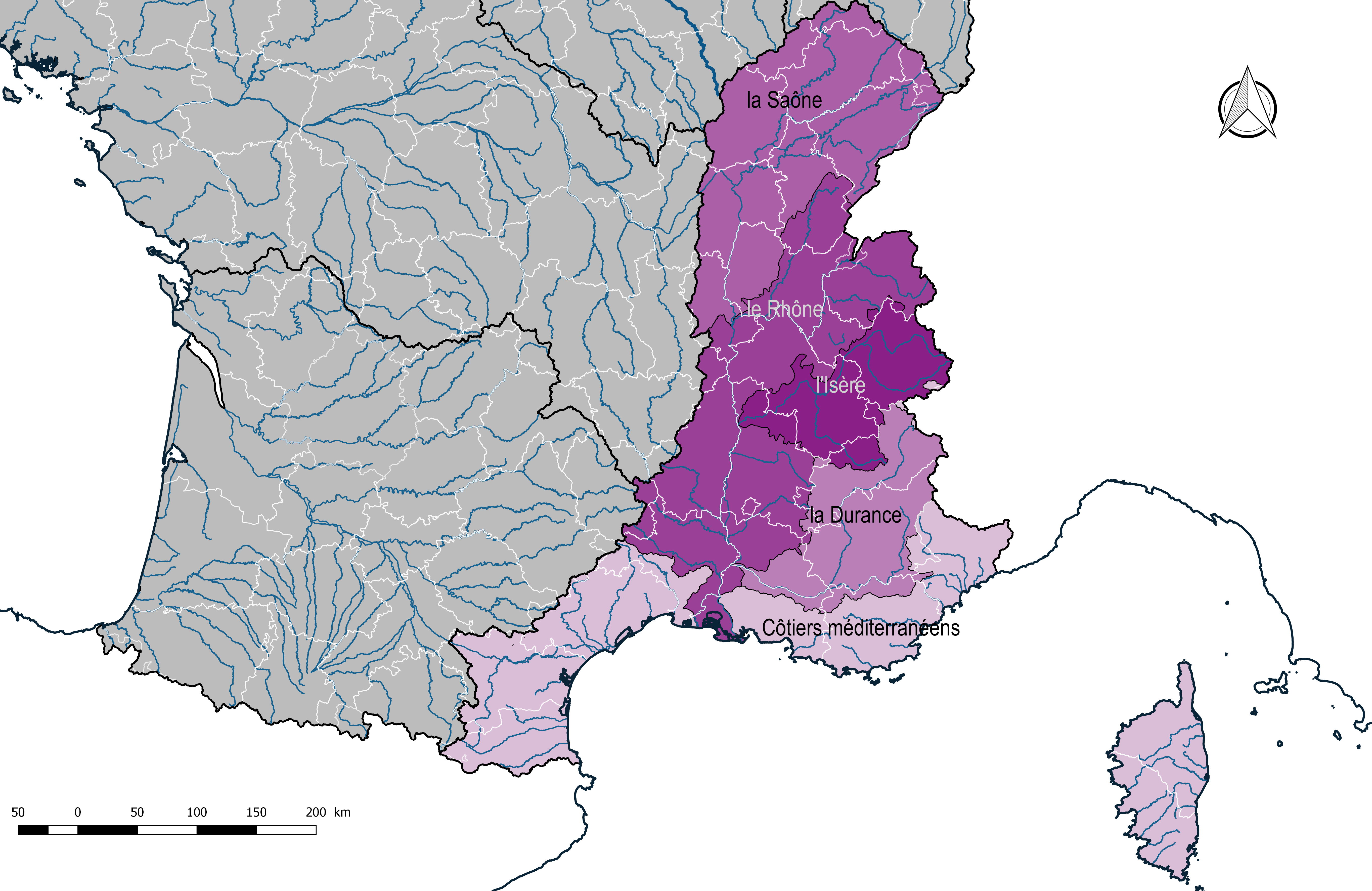
Découpage du bassin Rhône-Méditerranée-Corse en régions hydrographiques, dont celle de la Saône.

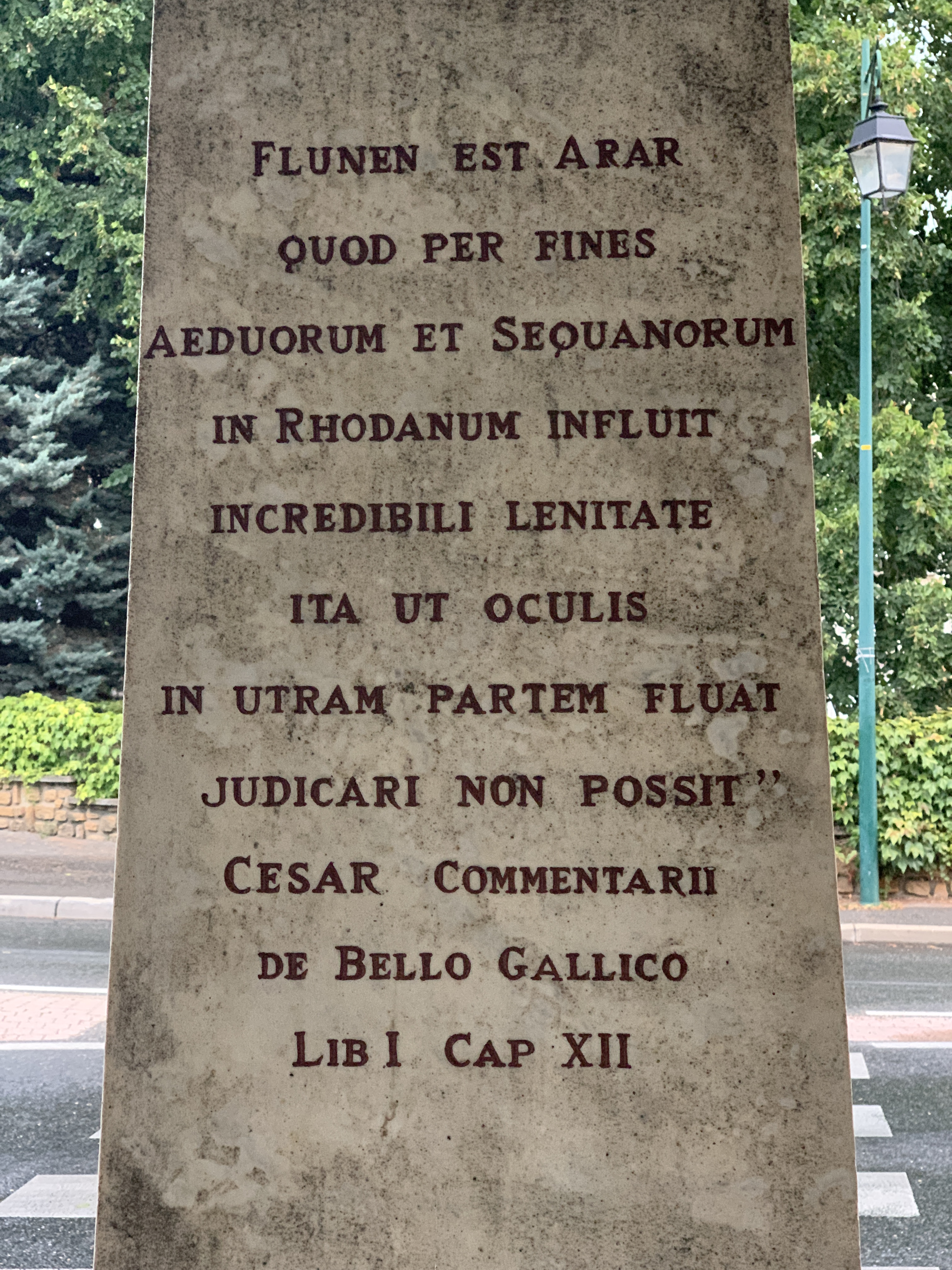
Monument à Trévoux dans l'Ain, hommage au 1er régiment de fusiliers marins libérant la ville le 3 septembre 1944. Il fait le parallèle avec une des premières batailles de la guerre des Gaules, opposant les Tigurins aux troupes de César. Le texte, extrait des Commentaires sur la guerre des Gaules, décrit la Saône (alors baptisée Arar), comme une rivière au régime calme.

Depuis 3 000 ans, des bateaux naviguent sur la Saône. Une pirogue datant de l'âge du bronze a été découverte à Saint-Marcel, une autre de l'âge du fer a été découverte à Thorey.
La Saône a joué le rôle de frontière naturelle par le passé. Notamment, son franchissement par les Helvètes en -58 marque l'un des éléments déclencheurs de la guerre des Gaules. À Chalon-sur-Saône, deux épaves de l'époque romaine ont été découvertes.
Sur la Saône, la navigation s'effectuait essentiellement à la descente. Dirigés à l'aide de grands rame-gouvernails, les bateaux chargés profitaient d'une pointe d'eau pour se laisser glisser sur la rivière. La remonte, ordinairement à vide, s'effectuait en convois halés par deux ou quatre chevaux.
Vers 1826 apparurent sur la Grande-Saône les premiers bateaux à vapeur destinés au transport des voyageurs,.
Le transport de passagers sur la Grande-Saône connut un âge d'or au début des années 1850. En juin 1851 fut mis en service le chemin de fer entre Paris et Chalon-sur-Saône, avec correspondance à Chalon avec les bateaux à vapeur transportant les voyageurs jusqu'à Lyon (la portion de ligne Chalon-Lyon, quant à elle, ne devant être ouverte à la circulation que trois ans plus tard, en 1854).

### Départements et principales villes traversés

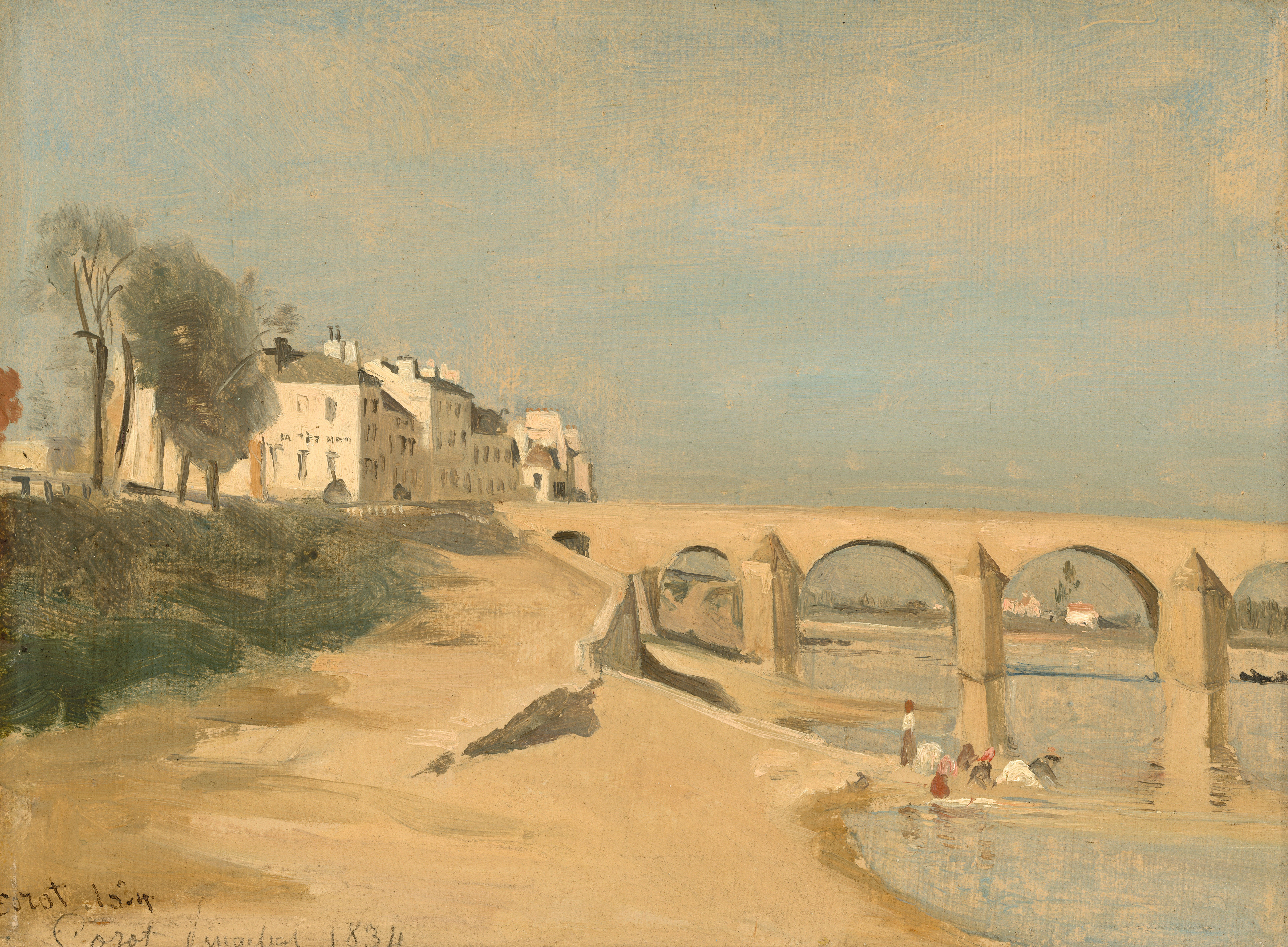
Pont sur la Saône à Mâcon
Camille Corot, 1834
National Gallery of Art, Washington D.C.

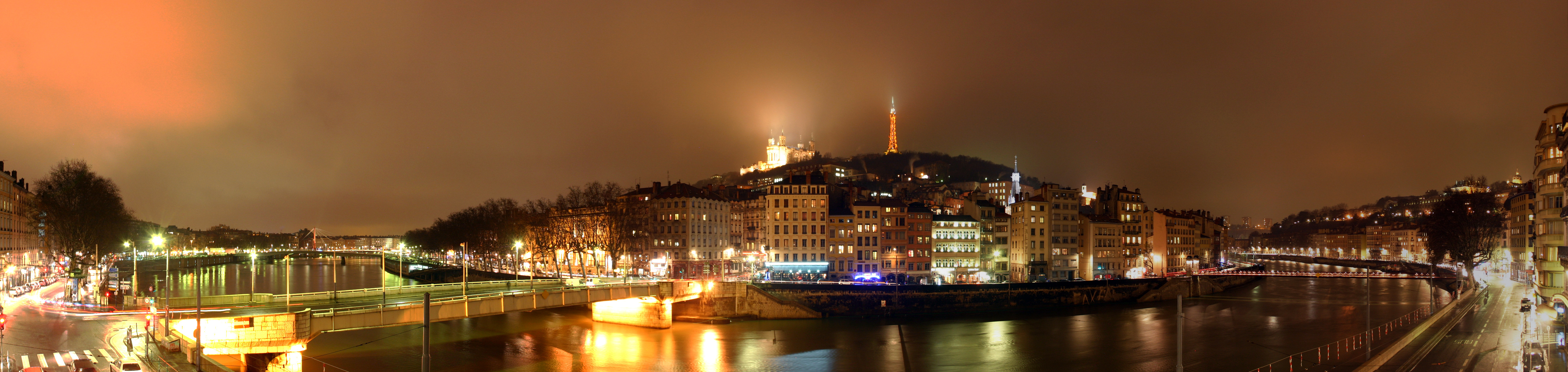
Panorama de la Saône, vue du quai Saint-Vincent à Lyon.

- Vosges : Darney, Monthureux-sur-Saône, Châtillon-sur-Saône ;
- Haute-Saône : Autet, Jonvelle, Corre, Jussey, Port-sur-Saône, Scey-sur-Saône-et-Saint-Albin, Gray ;
- Côte-d'Or : Pontailler-sur-Saône, Lamarche-sur-Saône, Auxonne, Saint-Jean-de-Losne, Seurre ;
- Saône-et-Loire : Verdun-Ciel, Chalon-sur-Saône, Tournus, Mâcon, Crêches-sur-Saône ;
- Ain : Thoissey, Jassans-Riottier, Trévoux ;
- Rhône : Belleville-en-Beaujolais, Villefranche-sur-Saône, Anse ;
- Métropole de Lyon : Neuville-sur-Saône, Fontaines-sur-Saône, Caluire-et-Cuire, Lyon, La Mulatière.

## Principaux affluents

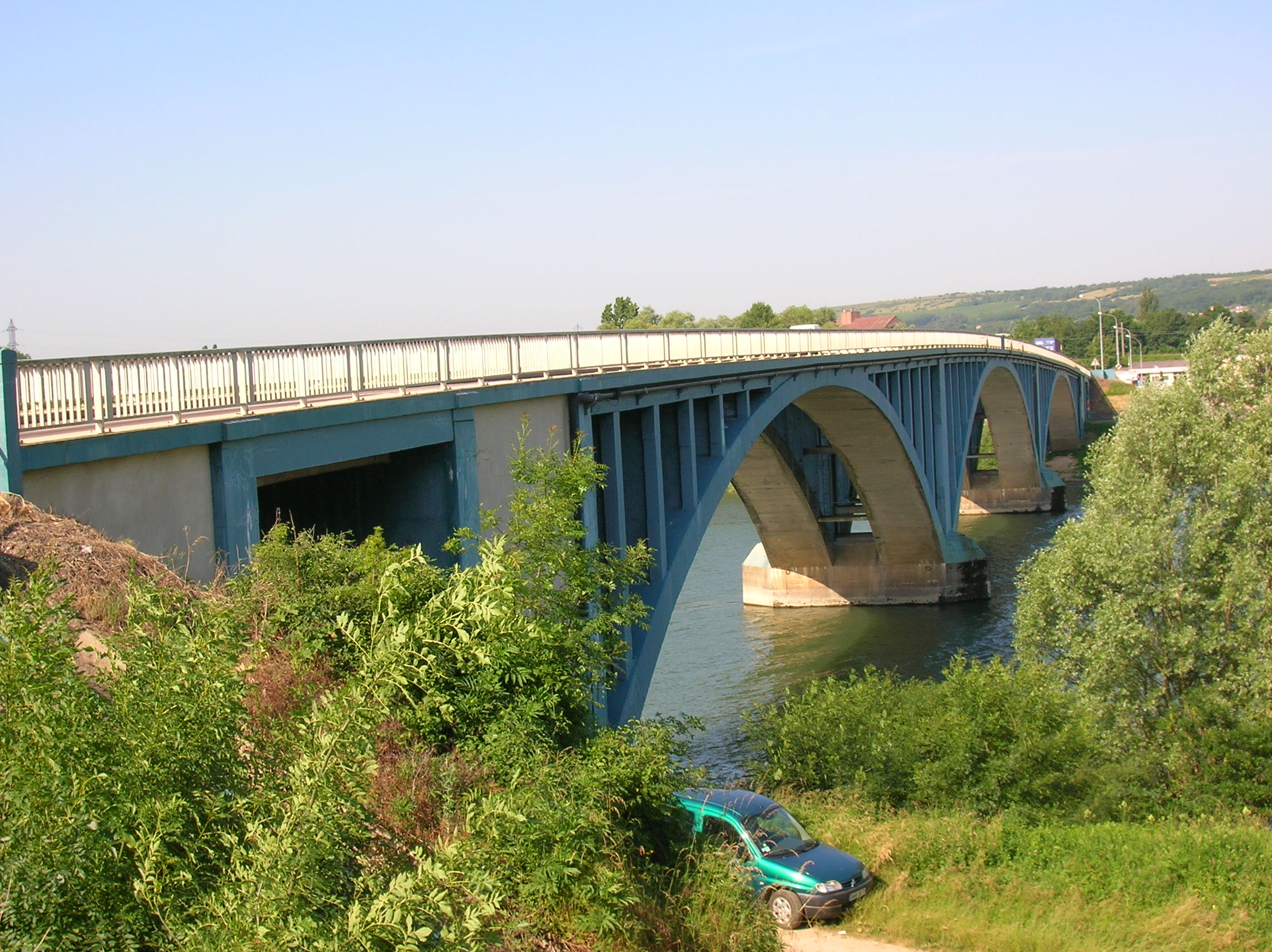
Pont de la Saône à Tournus.

| - l'Ourche (rg) 13,3 km - la Mause ou le Gras (rd) 16,7 km - l'Apance (rd) 34,4 km - le Côney (rg) 55,2 km - l'Amance (rd) 47 km - l'Ougeotte (rd) 27,3 km - la Superbe (rg) 25 km - la Lanterne (rg) 64,3 km - la Scyotte (rg) 15 km - le Durgeon (rg) 42,4 km - la Romaine (rg) 25,5 km - la Gourgeonne (rd) 27 km - le Vannon (rd) 19,6 km | - le Salon (rd) 71,6 km - la Morthe ou Morte (rg) 24 km - les Écoulottes (rd) 15,7 km - la Tenise (rg) 18,5 km - la Vingeanne (rd) 93,3 km - l'Ognon (rg) 213,6 km - la Bèze (rd) 31,2 km - la Tille (rd) 82,7 km - l'Ouche (rd) 95,4 km - la Vouge (rd) 33 km - le Doubs (rg) 452,8 km - la Dheune (rd) 66,7 km - la Vandaine ou le Reuil (rd) 17,7 km | - la Thalie (rd) 21,7 km - la Cosne d'Epinossous (rg) 21,7 km - la Cosne (rg) 12,4 km - la Corne (rd) 19,7 km - la Grosne (rd) 96,7 km - la Tenarre (rg) 26 km - la Natouze (rd) 16,5 km - la Seille (rg) 100 km - la Bourbonne (rd) 13,6 km - la Reyssouze (rg) 75,1 km - la Mouge (rd) 20,1 km - la Veyle (rg) 66,8 km | - La Petite Grosne (rd) 25,6 km - l'Arlois (rd) 11,2 km - la Mauvaise (rd) 16,6 km - la Douby (rd) 12,6 km - la Chalaronne (rg) 52,3 km - l'Ardière (rd) 30 km - la Vauxonne (rd) 18,8 km - la Mâtre (rg) 10,6 km - le Marverand (rd) 13,9 km - le Nizerand (rd) 16,6 km - le Morgon (rd) 15,7 km - l'Azergues (rd) 61,9 km - le Rochecardon - le Formans (rg) 16,9 km - l'Avanon (rg) 8,07 km. |

## Hydrologie

### La Petite Saône

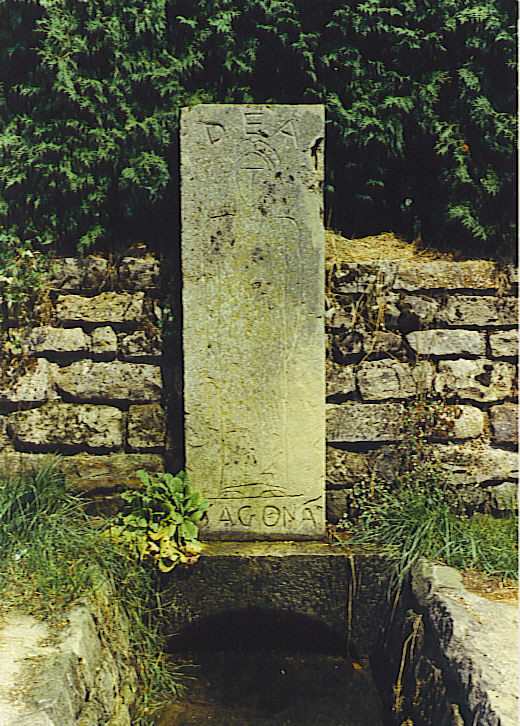
La source à Vioménil.

La Petite Saône a un régime pluvial (parfois influencé par la neige) avec une très forte influence océanique. Les sols, peu propices à l'infiltration, sont vite saturés et favorisent le ruissellement. Très vite le débit gonfle, et dès après avoir reçu les eaux de la Lanterne, la Saône est devenue une puissante rivière.
Le module de la Saône est observé depuis 44 ans (1964-2007) à la station hydrologique de Ray-sur-Saône, localité située une trentaine de kilomètres après le confluent de la Lanterne, entre Port-sur-Saône et Gray.
Il est de 59,7 m3/s pour une surface de bassin de 3 740 km2 (bassin supérieur de la Petite Saône), avec un maximum annuel de 64,5 m3/s et un minimum de 54,8 m3/s.
La rivière y présente des fluctuations saisonnières de débit, avec des crues hivernales de 84 à 108 m3/s de décembre à mars inclus, et des maigres d'été, en juillet-août-septembre, avec une chute du débit moyen mensuel jusqu'à 16,9 m3/s au mois d'août.

#### Lame d'eau et débit spécifique
La lame d'eau écoulée dans le bassin supérieur de la petite Saône est de 505 millimètres annuellement (contre 687 pour la seule Lanterne), ce qui est élevé et résulte d'une pluviosité très abondante sur la partie vosgienne de son bassin. Le débit spécifique (Qsp) se monte à 16,0 litres par seconde et par kilomètre carré de bassin.

#### Crues
Le débit instantané maximal enregistré a été de 930 m3/s le 19 décembre 1982.

### La Grande Saône

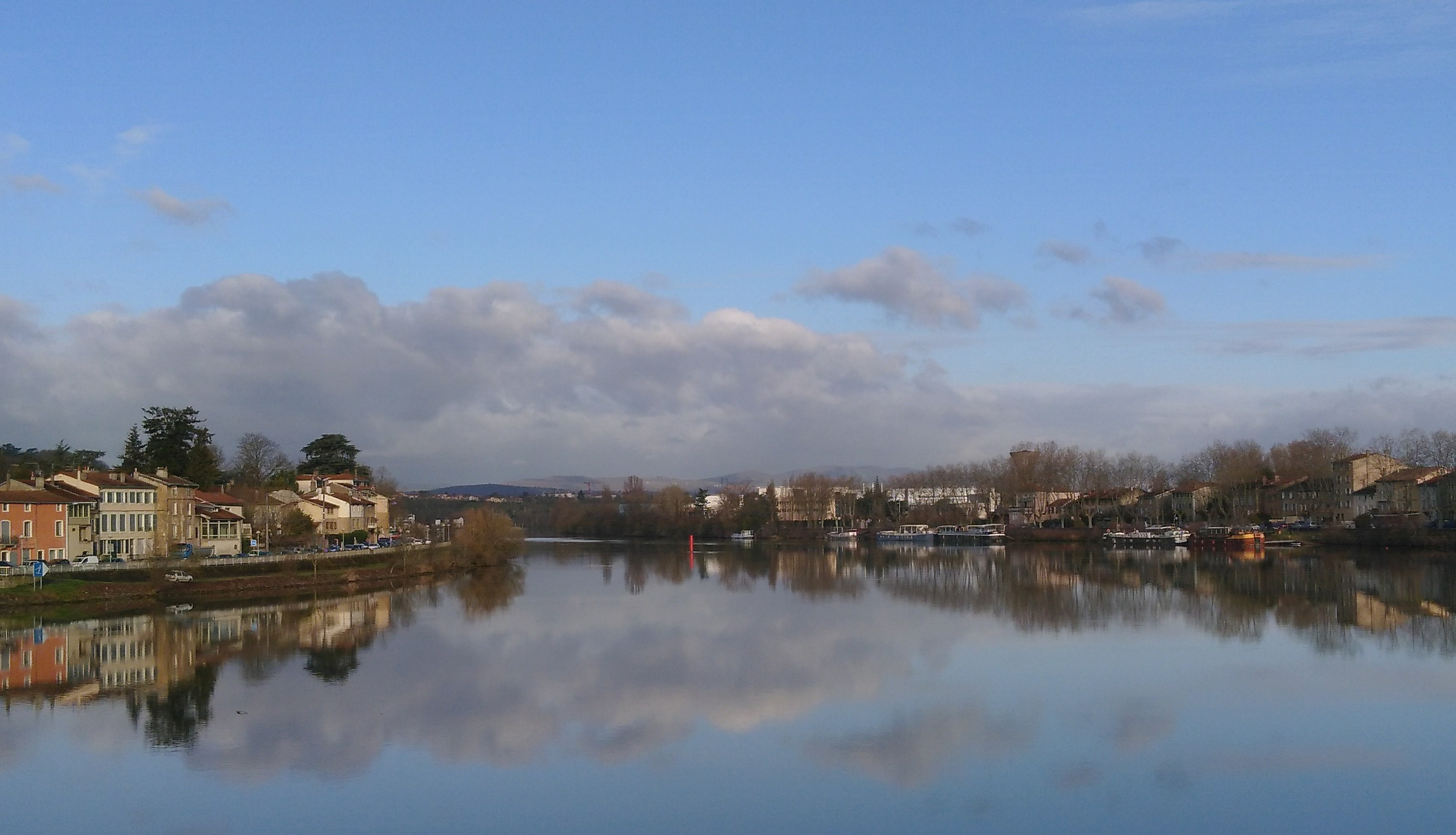
La Saône à Neuville-sur-Saône.

La Grande Saône est formée par l'union du Doubs et de la Saône à Verdun-Ciel. Le Doubs y apporte un débit moyen interannuel de 175 m3/s et la Saône 160 m3/s.
La Grande Saône ne reçoit plus que de modestes affluents qui modifient peu le régime hydrologique et notamment les crues. La Grande Saône s'écoule dans une vaste et large plaine (jusqu'à 3 km de large) jusqu'à l'entrée de Lyon, dans la cuvette de l'ancien lac bressan. La pente est très faible et sans les aménagements hydrauliques visant à garantir jusqu'au nord de Chalon un chenal de navigation profond, les débordements seraient plus fréquents.
À la station hydrologique de Couzon-au-Mont-d'Or à l'entrée de l'agglomération lyonnaise, les observations effectuées de 1969 à 1986 ont montré un débit moyen interannuel de 473 m3/s, avec un débit de crue centennale de 3 180 m3/s. La lame d'eau écoulée pour la totalité du bassin versant de la rivière est de 501 millimètres et le débit spécifique ou Qsp monte à 15,8 litres par seconde et par kilomètre carré du bassin.

### Débit moyen
Au total, le débit moyen à Lyon est de 475 m3/s avec un minimum en août de 153 m3/s et un maximum en février de 954 m3/s.

## Navigation

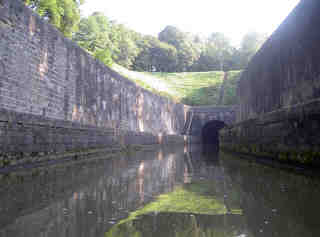
Le tunnel-canal de Saint-Albin à Scey-sur-Saône-et-Saint-Albin.

La Saône est classée navigable depuis Corre au nord de la Haute-Saône, au débouché du Côney, jusqu'à son confluent avec le Rhône à La Mulatière et à Lyon, soit sur 365 km. La partie de la Saône classée à grand gabarit va de Saint-Symphorien-sur-Saône (P.K. 219) à la confluence avec le Rhône (P.K. 0). L'arrêté inter-préfectoral fixe, entre autres, la dimension des bateaux,convois et matériels flottants admis à naviguer, ainsi que la vitesse maximale autorisée.
Elle est reliée à la Loire par le canal du Centre, à l'Yonne par le canal de Bourgogne, à la Marne par le canal de la Marne à la Saône renommé canal entre Champagne et Bourgogne, à la Meuse par le canal de l'Est, branche sud renommée canal des Vosges, et au Rhin par le canal du Rhône au Rhin. Tous ces canaux sont au gabarit Freycinet.
Navigables eux aussi, se raccordent à elle le petit canal de Pont-de-Vaux (3 km), la Seille, 40 km navigables jusqu'à Louhans, et la partie inférieure du Doubs. Tous trois sont en cul-de-sac.

## Tourisme fluvial

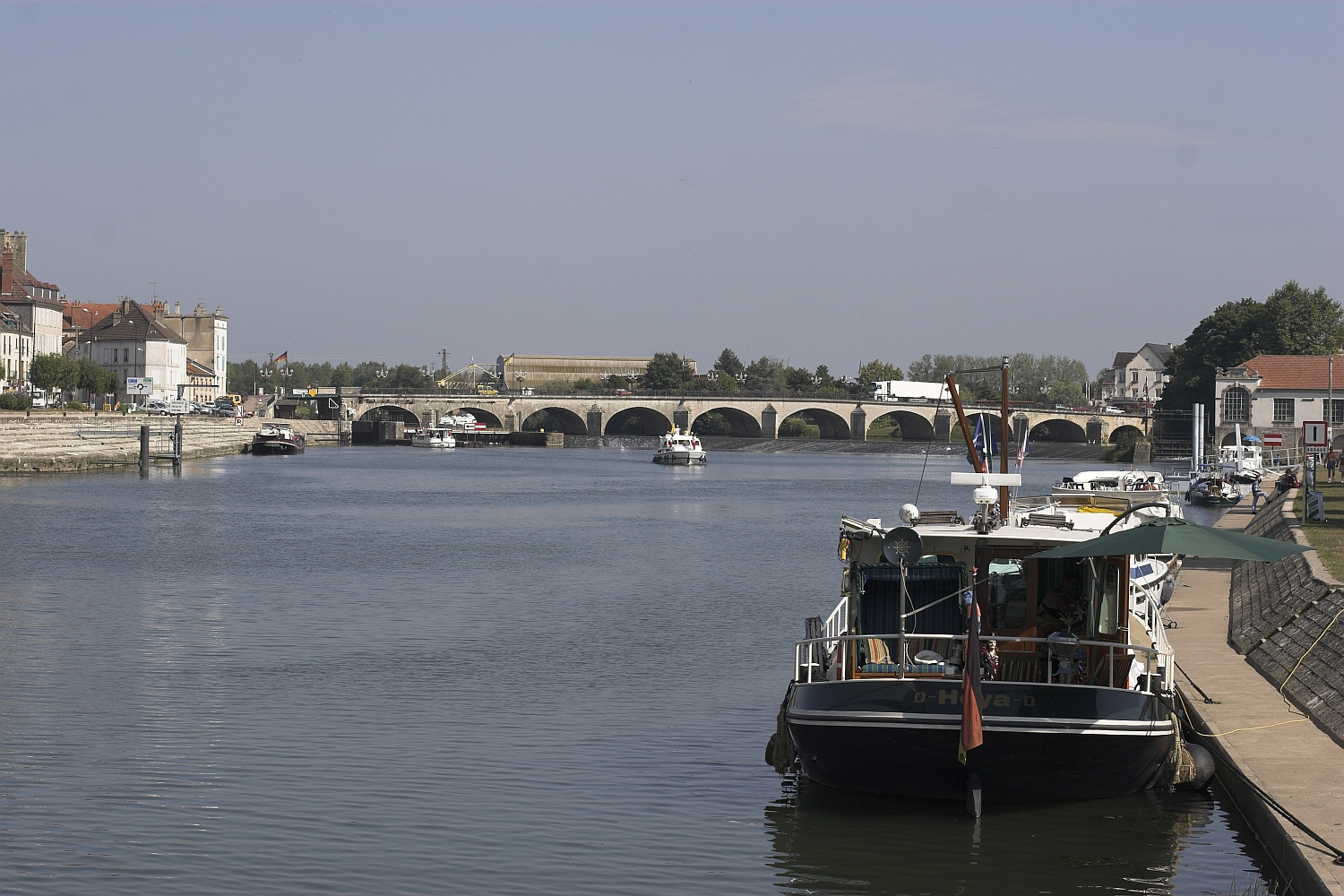
La Saône.

Du fait de son passé de commerce fluvial, Auxonne fait aménager en 2011, le port royal, un port de plaisance de tourisme fluvial de 150 places, pour des bateaux de 6 à 38 m, à un important carrefour de voies navigables : à la conjoncture géographique des Petite Saône (partie navigable de la Saône), Doubs, Seille, canal du Rhône au Rhin, canal entre Champagne et Bourgogne, canal du Centre, canal de Bourgogne de Saint-Jean-de-Losne, canal de l'Est (canal des Vosges).

Plus en aval sur la Saône, situé à la jonction des canaux de Bourgogne, du Rhône et du Rhin, le port fluvial de Saint-Jean-de-Losne a été créé au XIXe siècle. Entre 1840 et 1848, la ville aménage un port en creusant une gare d'eau. Animé longtemps par les activités de batellerie, le port reprend vigueur grâce au tourisme fluvial dans les années 1980 et est devenu le premier port de tourisme fluvial français.

## Événements climatiques particuliers

### Crues historiques
Les crues n'ont pas les mêmes particularités sur le linéaire. Ainsi, une très forte crue en débit sur l'amont pourra très bien s'atténuer dans la plaine bressane et être assez ordinaire à Mâcon, surtout si elle charrie des volumes d'eau modérés. Au contraire, une crue moyenne sur la Petite Saône peut se transformer en crue importante sur l'aval, pour peu que le Doubs apporte une contribution égale et quasi simultanée. À noter que, contrairement à une idée répandue, les barrages de navigation sur la Saône n'ont aucune fonction de régulation des crues, et la plupart des digues agricoles qui bordent la rivière (casiers) sont submergées pour les crues faibles (entre 5 et 6 m à Mâcon). De fait, aucun ouvrage ne permet de modifier significativement l'écoulement des grandes crues.
- La crue de 580 à Lyon
- Les crues de 1602 durant l'équinoxe automnale et 1711
- La crue de novembre 1840[19], avec un débit estimé à près de 4 000 m3/s, détruisit de nombreuses habitations le long du val de Saône. De nombreuses plaques[20] marquant ce triste record sont encore visibles dans les villages touchés. Les hauteurs d'eau mesurées aux échelles de crue ont atteint 8,05 m à Mâcon et 7,28 m à Chalon (soit plus de 6 m et 5,5 m au-dessus du niveau normal).
- La crue de mai 1856
- Les plus fortes crues des 50 dernières années : janvier 1955[21], mars 1970, décembre 1981 et 1982, mai 1983[22], mars 2001[22] et 2006.
- La crue de référence dans les documents d'urbanisme est la crue centennale (qui a une probabilité de 1/100 de se produire chaque année). Mais cette référence est en cours de modification puisque les cartographies liées à la modélisation de la crue de 1840 dans les conditions d'urbanisme actuelles ont été notifiées aux maires en décembre 2008 et que les nouveaux plans de prévention sont en cours d'approbation depuis 2012.

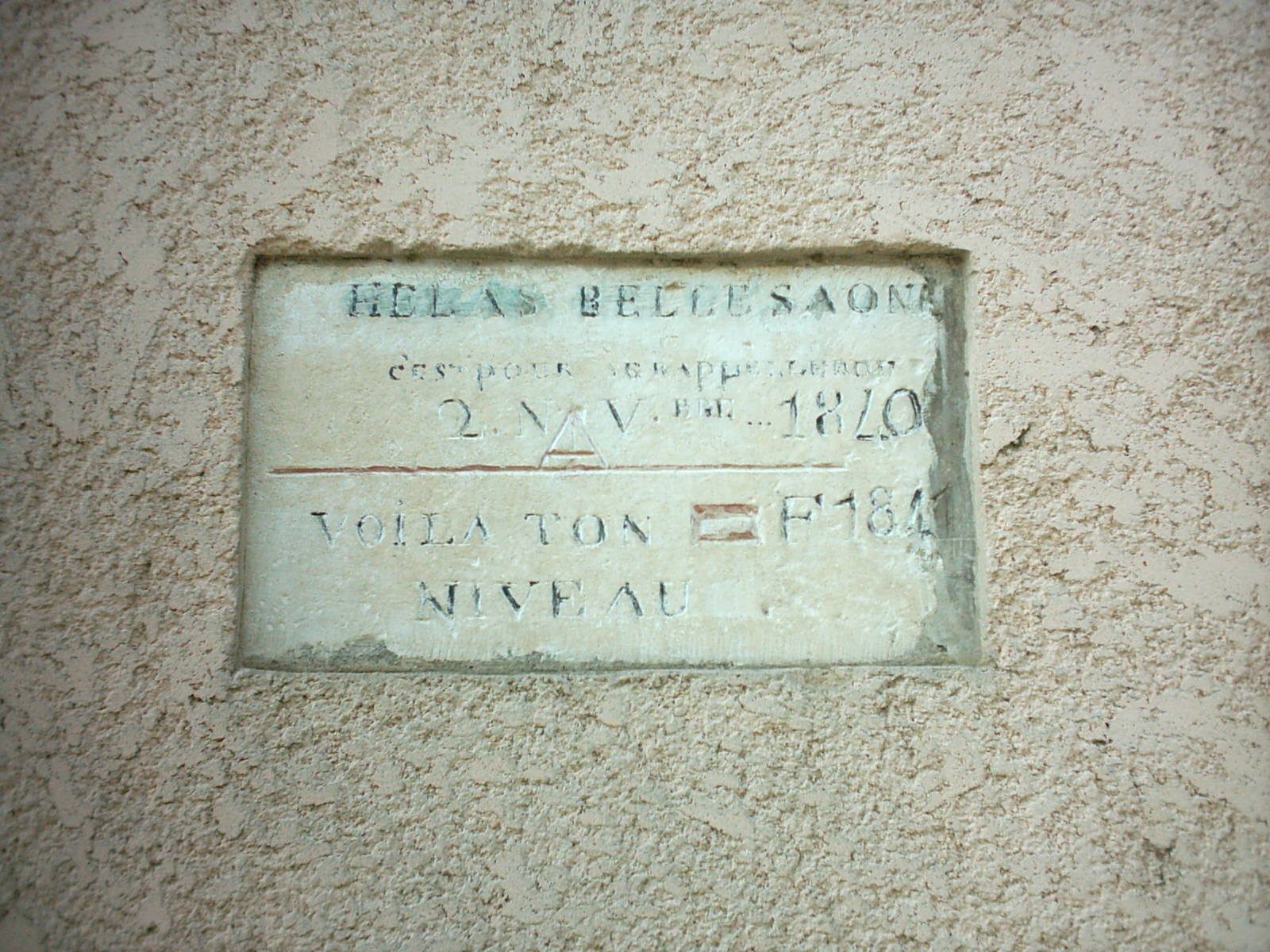
Une plaque de la crue de 1840 à Quincieux.
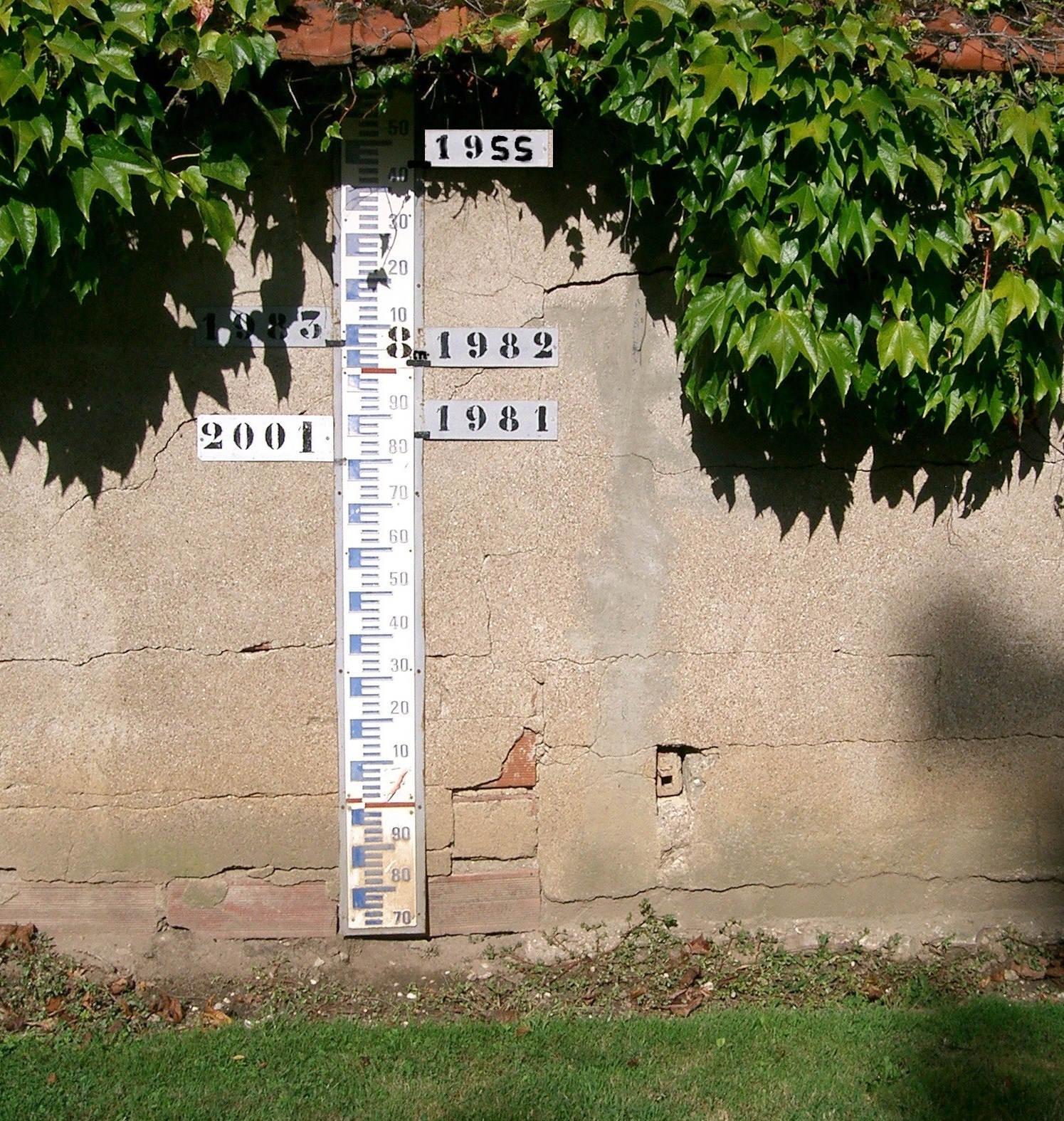
Inondations historiques depuis 1950 à Écuelles au nord de la Saône-et-Loire.
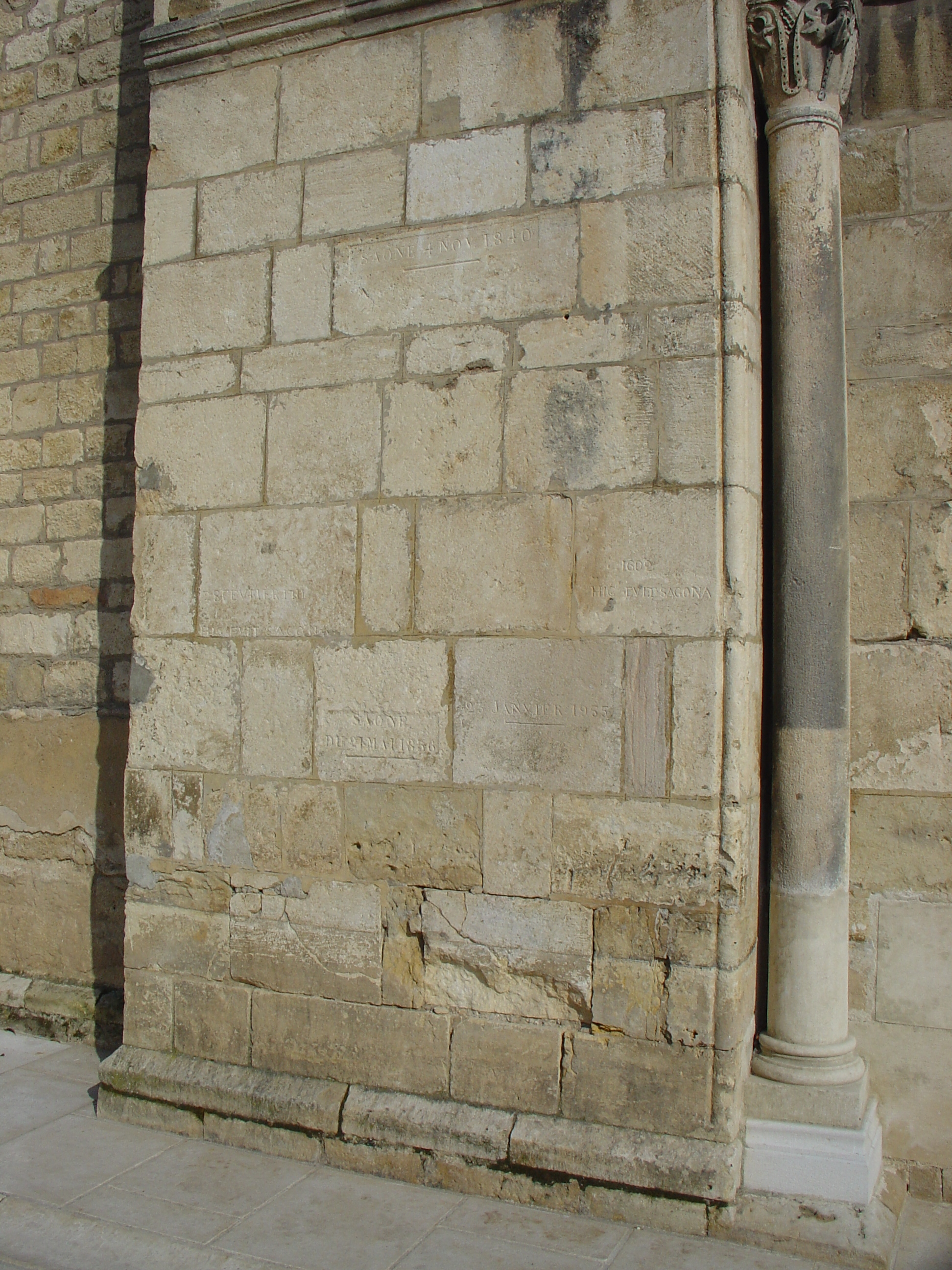
Indication du niveau des crues historiques de la Saône sur l'église Notre-Dame de Belleville.

### Gel

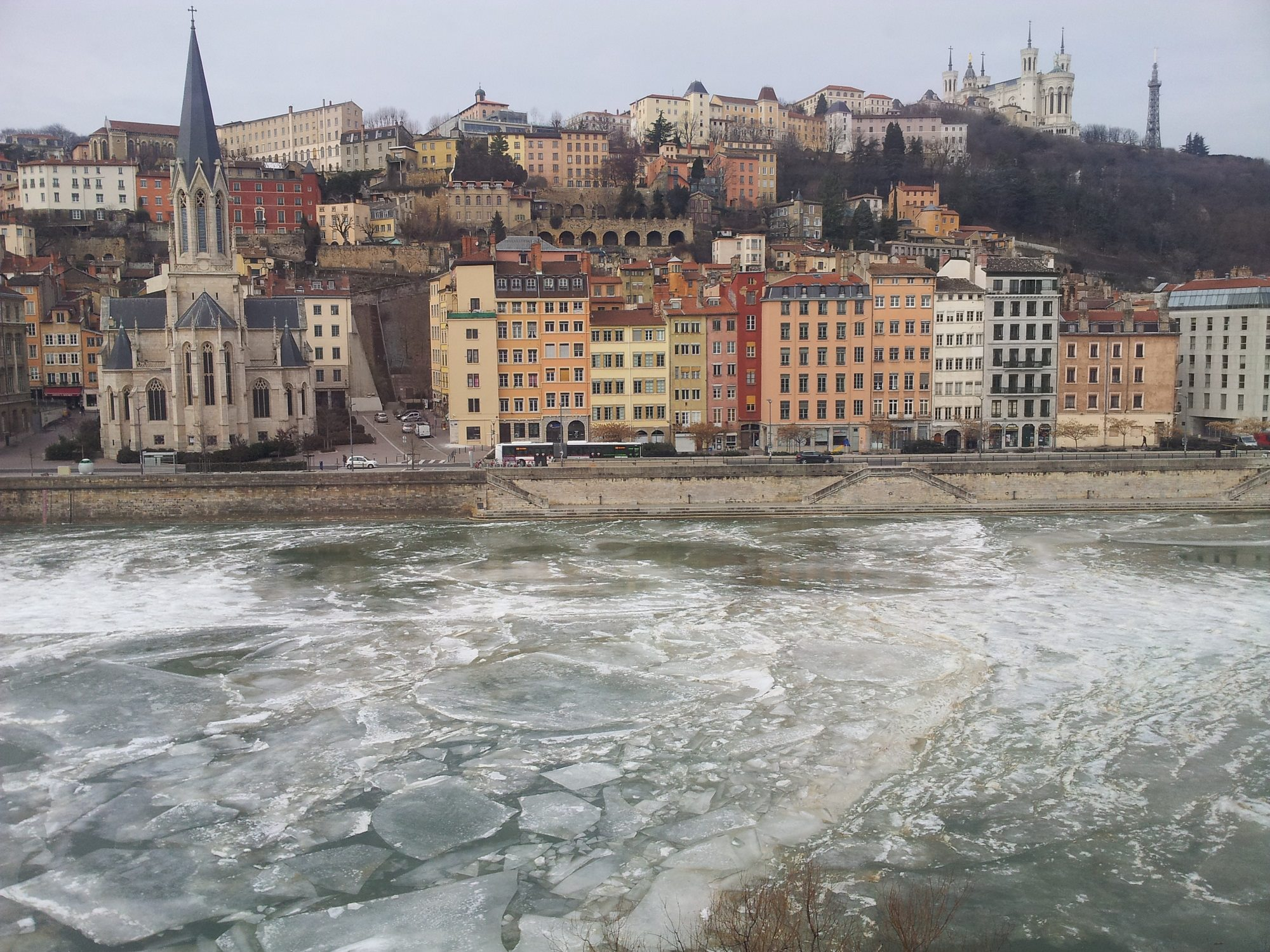
Saône gelée à hauteur du quai Tilsitt à Lyon en 2012.

La Saône gèle rarement à Lyon. Ceci est dû à l'importance du volume de cette rivière, à son mouvement, et au fait que la température à Lyon reste rarement suffisamment négative. La température moyenne de la rivière en janvier est de 2,1 °C alors que celle de l'air est de −1,5 °C sur la même période. À noter que la température moyenne du Rhône à Lyon en janvier est de 4,2 °C. Cette différence est due au fait que ce fleuve est alimenté par le lac Léman qui régule plus sa température. Il faut 5 degrés en dessous de zéro pendant quelques jours pour que la Saône gèle (il faut −14 °C pour que ce soit le Rhône qui gèle, ce qui est arrivé 22 fois entre les années 822 et 1850). Au XIXe siècle, avant les travaux de drague des hauts-fonds (moindre épaisseur d'eau) et en l'absence de rejets domestiques et industriels, la Saône était réputée non navigable pendant une dizaine de jours par hiver à cause du gel.

## Procédures publiques de gestion de la Saône

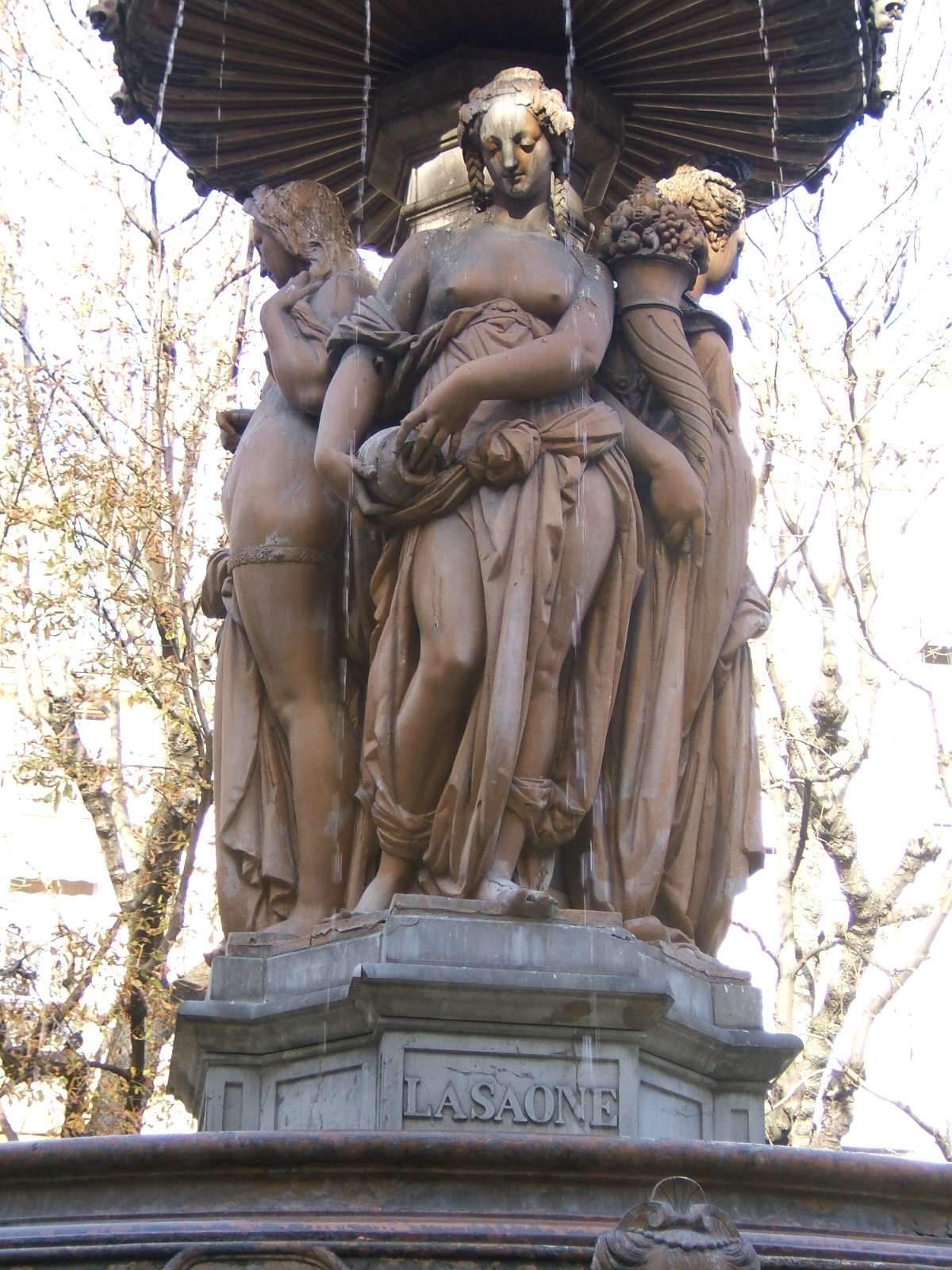
La Saône est figurée comme l'un des quatre grands cours d'eau français par Louis Visconti qui a réalisé la Fontaine Louvois à Paris 2e.

Du 1er septembre 2004 au 31 août 2009, un contrat de rivière spécifique à la vallée inondable de la Saône a été mis en œuvre par l'Établissement Public Territorial du Bassin (EPTB) Saône et Doubs, en partenariat avec l'ensemble des acteurs de l'eau du territoire : Agence de l'Eau Rhône, Méditerranée et Corse, Collectivités régionales et départementales, Chambres d'agriculture, Voies Navigables de France, Fédérations de pêches, associations… Le Contrat de vallée inondable de la Saône, mis en œuvre sur cinq ans, a ainsi permis d'engager d'importantes actions en faveur de l'amélioration de la qualité des eaux, de la préservation et de la réhabilitation de milieux aquatiques et naturels, de la gestion du risque d'inondation et de l'entretien de la rivière et de ses berges. Une nouvelle démarche contractuelle est en cours d'élaboration pour les cinq prochaines années.
Un Programme d'Action de Prévention des Inondations de la Saône a été mis en place depuis 2004. De nombreuses actions de prévention ont été menées depuis (cartographie de tous les types de crue, sensibilisation des populations, salon PREVIRISQ, recensement et pose de repères de crues, étude des possibilités de protection locales, travaux de protection à Saint-Marcel, télé-alerte, diagnostics de bâtiments…).